# Sémagramme
 (septembre 2008).
Si vous disposez d'ouvrages ou d'articles de référence ou si vous connaissez des sites web de qualité traitant du thème abordé ici, merci de compléter l'article en donnant les références utiles à sa vérifiabilité et en les liant à la section « Notes et références ».
En linguistique, un sémagramme, déterminatif ou classificateur, est un idéogramme qui précise la catégorie sémantique des mots dans les langues à écriture logographique. La fonction des sémagrammes, cantonnée à l’écrit, car ils ne se prononcent pas, est similaire à celle des classificateurs présents dans les langues du sud-est asiatique (notamment le chinois, le vietnamien, le thaï, le japonais) et les langues des signes). 
On rencontre les déterminatifs dans les sinogrammes (utilisés abondamment dans les langues chinoises, le japonais, et parfois encore le coréen, ainsi que dans les anciens écrits vietnamiens), et dans l’écriture hiéroglyphique de l'égyptien ancien, l'écriture cunéiforme akkadienne, l’écriture hittite et l’écriture maya.

## Radicaux (clés) déterminatifs des sinogrammes
Dans la composition des sinogrammes entrent les radicaux (aussi appelés maintenant « clés » quand ils ont perdu leur pure valeur sémantique et étymologique, à la suite de décompositions ultérieures ou de diverses surclassifications destinées à en réduire le nombre pour les recherches et renvois dans les dictionnaires sinographiques, en fonction de leur seule apparence graphique) qui ont souvent une valeur déterminative. Dans certains cas, ces sémagrammes peuvent se combiner pour former un sinogramme plus complexe, et il est parfois difficile de déterminer lequel est le radical principal du sinogramme : les dictionnaires chinois classent parfois plusieurs fois un tel sinogramme avec un renvoi quand le radical principal est ambigu parmi les sémagrammes.
Parfois ces sémagrammes suffisent à eux seul dans le sinogramme formé (par exemple dans la dernière ligne de la table ci-dessous), sans qu'il soit nécessaire de les combiner avec un phonogramme pour en déterminer le sens et la lecture (par exemple quand la combinaison ainsi formée sert aussi couramment de phonogramme dans un autre sinogramme). Le sinogramme formé uniquement de ces sémagrammes déterminatifs est alors aussi un « idéogramme » (bien que ce terme soit souvent utilisé à tort pour qualifier tous les caractères sinographiques), sinon c’est un « idéo-phonogramme ». 
Le ou les sémagrammes déterminatifs, bien qu’ayant également une lecture phonétique quand ils sont employés seuls, ne modifient normalement pas la lecture des autres traits secondaires (généralement placés à droite ou en dessous des sémagrammes) qui indiquent la prononciation d’une syllabe complète. Comme de très nombreux mots dans les langues chinoises sont monosyllabiques avec chacun de fréquents homophones (variables cependant d’une langue à l'autre) de sens différents, les déterminatifs aident à les interpréter.
La combinaison des deux parties des sinogrammes permet donc d’une part une intercompréhension partielle, à l’écrit au moins, des sinogrammes (grâce aux déterminatifs radicaux) entre lecteurs de langues chinoises différentes ou de dialectes différents ou qui rencontrent un sinogramme peu courant ou encore inconnu, et peut aussi les aider à les prononcer correctement (toutefois les phonogrammes n'ont pas tous la même valeur phonologique d’une langue à l'autre).
| Sinogramme complet | Traits de base | Traits de base | Traits de base                                                      | Sens du sinogramme complet |
| ------------------ | -------------- | -------------- | ------------------------------------------------------------------- | -------------------------- |
| 姐                 | 且             | qiě            | phonogramme (placé à droite du déterminatif)                        | Sœur aînée                 |
| 媽                 | 馬             | mǎ             | phonogramme (placé à droite du déterminatif)                        | Maman                      |
| 她                 | 他 (partie)    | tā             | phonogramme (placé à droite du déterminatif)                        | Elle                       |
| 妾                 | 立             | qie            | phonogramme et radical « debout » (placé au-dessus du déterminatif) | Concubine                  |

## Déterminatifs des hiéroglyphes égyptiens
En égyptien ancien, l’écriture hiéroglyphique utilise des déterminatifs pour indiquer la catégorie lexicale (divinités, humains, parties du corps humain, animaux, plantes, notion abstraite, etc.).
| nfr | w | A17 | Z3 |

| nfr | w | A17 | Z3 |

| nfr | f&r&t | B1 |

| nfr | f&r&t | B1 |

| nfr | nfr | nfr | pr |

| nfr | nfr | nfr | pr |

| nfr | f · r | S28 |

| nfr | f · r | S28 |

| nfr | W22 · Z2 |

| nfr | W22 · Z2 |

## Déterminatifs cunéiformes dans les hiéroglyphes akkadiens ou hittites
En akkadien et en hittite, les noms sont généralement précédés d'un mot sumérien en cunéiforme qui peut servir soit de sémagramme soit de phonogramme.